# Acrobates pygmaeus
El pósum pigmeo acróbata (Acrobates pygmaeus) es el mamífero planeador más pequeño del mundo. A pesar de que solo tiene la medida de un ratón muy pequeño (65-80 mm y 10-14 g, es capaz de saltar y planear hasta 25 metros. Como otros mamíferos planeadores, el pósum pigmeo acróbata tiene una membrana de piel entre las patas anteriores y posteriores, más gruesa que la otros marsupiales como el petauro del azúcar, pero relativamente más pequeña, puesto que solo se extiende de los codos a las rodillas.
La cola tiene aproximadamente la misma longitud que la cabeza y el cuerpo juntos, muy delgada, moderadamente prensil, y casi sin pelo excepto por dos filas evidentes de pelos largos, rígidos en ambos lados. La cola, cuando se mantiene recta, se parece a un peine de doble cara. La utiliza para agarrarse a pequeñas ramas y para controlar el planeo: dirección y frenado.
El pelaje es gris uniforme con manchas oscuras alrededor de los ojos y a menudo con una mancha blanca detrás de las orejas. La parte inferior es más clara, las orejas son moderadamente grandes y redondeadas.
El hábitat natural del pósum pigmeo acróbata es la costa este de Australia desde el norte de Queensland a Victoria .
La dieta del pósum pigmeo acróbata incluye néctar, polen y artrópodos.